# Upload og download
Upload og download er som udgangspunkt to sider af samme sag. Forskellen består i, hvad brugeren har anmodet maskinen om at gøre — hente (downloade, "laste ned") eller aflevere (upload, "laste op"). 

## Download
Download (også hente) er at overføre en eller flere filer via et datanet fra én maskine, fx en server eller en anden, fjern maskine, til den lokale maskine. 
Eksempel på brug: Når maskinen er færdig med at downloade, ligger Acrobat Reader® på maskinen i en pakket version. [Forbrugerstyrelsen]

### Digital download
Er et begreb som primært drejer sig om medier (bøger, musik, video, o.lign) som sælges igennem internetbutikker og lovligt downloades til en computer.

#### Musik
På musiksiden sælges der snart mere musik som digital download end på fysiske medier som CD[kilde mangler], selvom metoden efterhånden er ved at blive overhalet indenom af streaming[kilde mangler].
Det mest udbredte format er MP3 med 256 kbit/s.

## Upload
Upload (også sende) finder sted, når data flyttes fra f.eks. en lokal computer til en server på Internettet.
Når der f.eks. i MSN Messenger bliver sendt filer til venner og bekendte, uploades filen fra brugeren, der sender filen, til en server, hvorefter e-mailens modtager downloader filen.
Upload bruges også i forbindelse med multiplayerspil, som sender data til klienten. F.eks. det verdenskendte computerspil Counter-Strike, har en række spillere, som indsættes i banerne (eng. maps). Hver klient sender(uploader) spillernes placeringer/handlinger i banen til serveren, så serveren hele tiden ved, hvor spillerne er og kan fortælle andre klienter, hvor spillerne er placeret (klienterne downloader placeringerne).